# Первая Португальская республика
Первая Португальская республика (порт. Primeira República Portuguesa) — 16-летний период в истории Португалии между революцией 1910 года и государственным переворотом 1926 года.
Португальское цареубийство 1908 года и усиление роли республиканцев в правительстве страны привели к росту республиканских настроений. После республиканского восстания 5 октября 1910 года, свергнувшего короля Мануэла II, в 1911 году была принята республиканская конституция, провозгласившая парламентский режим с небольшой властью в руках президента и двухпалатную систему. Новая конституция гарантировала гражданские права и свободы, а также неприкосновенность личности. Особое внимание уделялось ликвидации засилья Католической церкви: были ликвидированы все религиозные титулы, церковь и государство были официально разделены в апреле 1911 года, церковная собственность попала в светские руки. Часы, отведённые на религиозное образование, были урезаны более чем вдвое, количество духовных семинарий было сокращено наполовину. В первые два года существования республики было проведено много демократических реформ: началось расширение системы всеобщего школьного образования, в 1911 году португальские рабочие получили право на забастовку, была также проведена налоговая реформа. Первый республиканский парламент был избран в мае 1911 года.
В период первой республики страна испытывала крайнюю нестабильность — с 1910 по 1926 годы сменилось 44 правительства, произошло 24 восстания, 158 всеобщих забастовок и 17 попыток государственного переворота с участием недовольных военных. Португальская республиканская партия, более известная как Демократическая партия во главе с Афонсу Аугушту да Коштой оставалась главной политической силой республики. Оппозиционные силы стали использовать насилие как метод получения власти, так как не было подлинно демократической политической и парламентской традиции; почти все политические фракции боролись за радикальные преобразования, которые положили бы конец неподвижности, характерной для Дома Браганса.
В начале Первой мировой войны Португалия была нейтральным государством, но в феврале 1916 года вступила в войну на стороне Антанты. Демократическая партия (официально Португальская республиканская партия) увидела в участии в войне уникальную возможность для достижения своих целей: положить конец угрозе иностранной оккупации колоний, а внутри страны создать национальный консенсус вокруг режима и даже вокруг партии. Эти внутренние цели не были достигнуты, так как финансовые трудности Португалии помешали сформировать адекватный контингент для войны, хотя правительство и послало армию из почти 12 000 солдат во Францию. Отсутствие единого мнения об участии Португалии в войне сделало возможным появление двух диктатур во главе с Жоакимом Пиментой де Каштру (январь — май 1915 года) и Сидониу Паишем (1917—1918 годы), получившим прозвище «Президент-король».
8 декабря 1917 года Сидониу Паиш установил в стране полудиктаторский режим. Он пытался управлять харизматическим путем. Были предприняты попытки упразднить традиционные партии и изменить существующую модель национального представительства в парламенте путём создания корпоративного сената и единой Национально-республиканской партии. Государство проводило интервенционистскую экономическую политику, преследуя профсоюзы и рабочие движения. Сидониу Паиш также пытался восстановить общественный порядок, сделав республику более приемлемой моделью для монархистов и католиков, которые всё ещё оставались политической силой (их представляла, в частности, партия Португальский католический центр). Но правление Паиша закончилось 14 декабря 1918 года его убийством. Война обострила финансовые проблемы страны, резко возросла инфляция. В 1919 году произошла неудачная попытка восстановления монархии.
Португальское общество, опьянённое первичной демократизацией и крайней либерализацией, вскоре столкнулось с их побочными явлениями, с которыми в силу ряда культурно-исторических особенностей было не в состоянии справиться. Особым бичом новой власти, несмотря на то, что она была избрана демократически, стала коррупция. Финансовый махинатор Артур Виржилиу Рейш осуществил грандиозную аферу, заказав в 1925 году выпуск наличных эскудо, действуя якобы от имени Португальского банка. В особо крупных масштабах в коррупции погрязло правительство Антониу Марии да Силвы. К 1926 году португальские демократы окончательно утратили доверие народа, особенно крестьян на севере страны, которые оставались глубоко религиозны даже в период церковных гонений.
19 октября 1921 года во время так называемой Кровавой ночи были убиты премьер-министр Антониу Гранжу, которого путчисты заставили уйти в отставку, и ряд других политиков. Из восьми президентов республики только один, Антониу Жозе ди Алмейда, пробыл в должности весь четырёхлетний срок. К середине 1920-х годов национальная и международная политическая практика показывали, что только с   помощью авторитарного стабильного правительства можно установить общественный порядок и восстановить политическую ситуацию.
Наконец, 28 мая 1926 года произошёл переворот, совершённый вооружёнными силами при поддержке почти всех политических партий, с целью установления стабильного правительства. Население Лиссабона не пыталось защитить республику, а сами левые партии и их профсоюзы отказались сопротивляться перевороту, позволив власти перейти в руки армии. Так образовалась Вторая португальская республика 1926—1933 годов, а после принятия новой конституции она трансформировалась в так называемую диктатуру Антониу ди Салазара, получившую название Новое государство (1933—1976).